# Clubiona jucunda
Clubiona jucunda là một loài nhện trong họ Clubionidae.
Loài này thuộc chi Clubiona. Clubiona jucunda được Ferdinand Karsch miêu tả năm 1879.